# 許鳳藻
許鳳藻（1891年9月18日—1953年8月24日），字伯翔，生於清帝國江蘇省無錫，中華民國海軍少將。幼年入俟实学堂读书，毕业后插班考入江南水師學堂，1909年北京部试名列一等。历任海军大副、管带、舰长、外交部特派厦门交涉员、厦门海关监督等。

## 生平
《许倬云八十回顾》第33页《海军出身的父亲》有提到，“先父讳‘鳯藻’，字‘伯翔’，1891年阴历8月16日生，属兔的，我出生时他已39岁”，查万年历则当年為阳历9月18日；光緒年間，考取江南水師學堂。1909年（清宣統元年），與章舜英結婚，後奉派至英國海軍學校留學。1911年，返國後加入中華民國政府，成為聯鯨號艦長，曾負責接待孫中山。之後在北洋政府中，歷任楚有艦艦長、中華民國海軍司令部參謀長、海軍部司長等職。
1928年，國民政府北伐後，任廈門海關監督兼任外交交涉員。後調任荊沙關監督兼任外交交涉員。1945年，對日抗戰結束，參與國民政府接收上海工作，負責與美國交涉，使上海恢復對外航運貿易。國共內戰期間，1947年，許鳳藻請辭政府職務。1949年，舉家隨中華民國政府撤退至台灣，任中國國民黨地方黨部主委。
1950年8月，任国民党中央改造委员会地方党部小组长。
1953年於台北市病逝。

## 家庭
许凤藻为清代布政使许松佶后代，远祖为宋代状元许将。
以下部分内容取自《许倬云谈话录》以及《许倬云八十回顾》。
其妻章舜英，1892年6月14日出生。《许倬云八十回顾》第33页上提到许倬云父母时，有说“先母小他一岁，属龙，阴历5月20日生。”查万年历，则1892年阴历5月20日即阳历的6月14日。章氏出生于无锡进士坊巷，为章鸿逵之女。
長女許留芬，畢業於清華大學經濟系第九屆，曾任教臺北商專。其夫王纯一，曾任中華民國上海經濟委員會委員。歌手王力宏為其孫。
次女許婉清，畢業於西南聯大，為律師。其夫李模。其子為民歌手李建復。
三女许有榛。
长子，15岁去世。
二子許慶雲，1921年出生，造紙專家。
三子許倬雲，歷史學者。
四子許翼雲，化工學者，曾任中華民國行政院原子能委員會主委。